# Aréthas de Césarée
Aréthas de Césarée est un prélat et savant byzantin, né à Patras vers 860 et toujours en vie en 932, devenu archevêque de Césarée dans les premières années du Xe siècle. Il est considéré comme l'un des plus grands philologues et humanistes byzantins. Il fut le disciple de Photios, mort en 893, et avec lui l'un des principaux représentants du « premier humanisme byzantin » (IXe – Xe siècles).

## Travaux
Il collecta et fit recopier de nombreux manuscrits d'œuvres provenant aussi bien de l'Antiquité classique que des auteurs chrétiens de l'époque patristique, et est ainsi un maillon très important dans la transmission des textes antiques. Plusieurs des manuscrits qu'il fit réaliser sont encore dans les collections modernes. Il annota et commenta des textes figurant dans sa bibliothèque.
Les plus anciens manuscrits recopiés pour lui et ayant subsisté sont le Bodleianus D'Orville 301, qui est un manuscrit d'Euclide datant de 888, et le Bodleianus Clarke 39, un manuscrit de Platon achevé en 895. Ils appartiennent donc tous deux à la collection de la bibliothèque Bodléienne. Le Parisinus graecus 451, copié en 914 pour Aréthas par le scribe Baanès, contient notamment deux textes de Clément d'Alexandrie (le Protreptique et le Pédagogue) et d'autres œuvres d'apologistes chrétiens des premiers siècles (Justin de Naplouse, Athénagoras d'Athènes). L'Urbinas graecus 124, le plus ancien manuscrit de Dion Chrysostome, avec des scholies d'Aréthas en marge, pourrait bien venir de lui. Il possédait aussi dans sa bibliothèque, entre autres, des œuvres d'Aristote, de Lucien de Samosate, d'Aelius Aristide, d'Homère, de Pindare, d'Athénée, de Marc Aurèle, de Pausanias, de Philostrate d'Athènes, de Strabon, de Plutarque, de Julius Pollux, les oracles chaldaïques, et pour la littérature chrétienne, des œuvres d'Eusèbe de Césarée et le commentaire sur l'Apocalypse de son prédécesseur André de Césarée.
De nombreux textes ont été transmis dans les manuscrits avec en marge des scholies d'Aréthas : il peut s'agir de manuscrits plus tardifs, mais recopiés sur ceux d'Aréthas, qui avait l'habitude d'inscrire des notes de lecture dans les marges de ses livres ; voir par exemple « Gli scolii a Plutarco di Areta di Cesarea » de M. Manfredini. Aréthas est à l'origine de l'une des deux grandes traditions de manuscrits des Vies parallèles de Plutarque (la « recension en trois tomes », ou « tripartie », l'autre, la « recension bipartie », étant liée à Photios), et ceux-ci comportent donc souvent ses scholies, qui sont reconnaissables, car il avait coutume d'y évoquer des événements ou des personnages contemporains. Plus particulièrement, il a abondamment commenté les œuvres de Platon et de Lucien.
Il a également réalisé une compilation des plus anciennes scholies de l'Apocalypse de Jean, publiée en 1535 en appendice aux commentaires attribués à l'évêque Œcumenius. On conserve d'autre part de lui une correspondance et divers textes religieux (Vies de saints...) ou de circonstance.

## Édition de textes
- Arethae archiepiscopi Caesarensis scripta minora, éd. L. Westerink, 2 vol., Leipzig, 1968-72.
- Patrologia Graeca de Migne, vol. 106.

## Études
- Joseph Bidez, « Aréthas de Césarée, éditeur et scoliaste », Byzantion IX (1934), pp. 391–408.